# Ediganahosur, Holenarsipur
Ediganahosur là một làng thuộc tehsil Hole Narsipur, huyện Hassan, bang Karnataka, Ấn Độ.